# Liwonia

Liwonia na mapie Łotwy

Herb Liwonii

Liwonia (łot. Vidzeme „Śródziemie”; niem. Livland, łac. Terra Mariana, czasami także Liwlandia – ziemia Liwów) – jedna z pięciu krain historycznych składających się na współczesną Łotwę, leży w jej środkowej i północnej części na prawym brzegu Dźwiny, na północ od Rygi.
Liwonię zamieszkiwało ugrofińskie plemię Liwów.

## Historia
W XIII wieku Liwonia została podbita przez niemiecki zakon kawalerów mieczowych i biskupstwo Rygi.
Po sekularyzacji zakonu krzyżackiego w Inflantach w XVI wieku po 1561 roku była w granicach Rzeczypospolitej Obojga Narodów jako wspólna domena Korony i Wielkiego Księstwa. W 1578 r. Liwonia została zdobyta przez cara Iwana IV Groźnego, jednak odbita przez wojska Batorego. Pozostała przy Rzeczypospolitej po rozejmie z 1582 r. w Jamie Zapolskim, w ramach województwa wendeńskiego.
W wyniku wojen polsko-szwedzkich w 1621–1629 została zajęta przez Szwedów, którzy wcześniej posiadali jedynie północną część dzisiejszej Estonii. W wyniku pokoju w Oliwie (1660) przeszła na stałe w ręce szwedzkie. Ustanowiona wówczas granica stanowi do dziś tradycyjne rubieże Vidzeme.
Po wojnie rosyjsko-szwedzkiej w 1721 r. według zapisów pokoju w Nystad, Liwonia przeszła pod panowanie Piotra I, cara Rosji. W czasie rewolucji rosyjskiej z jej terenów operowała atakująca Piotrogród biała armia gen. Judenicza.
Od 1921 roku Liwonia należy do niepodległej Łotwy.

## Region gospodarczy
Współcześnie (od 2007) Liwonia jest także regionem gospodarczym na który składa się sześć okręgów: Alūksne, Cēsis, Gulbene, Okręg Madona, Valka i Valmiera. Przewodniczącym regionu jest burmistrz Gulbene Nikolajs Stepanovs.